# (17489) Trenker
(17489) Trenker est un astéroïde de la ceinture principale.

## Description
(17489) Trenker est un astéroïde de la ceinture principale. Il fut découvert le 2 octobre 1991 à Tautenburg par Freimut Börngen et Lutz Dieter Schmadel. Il présente une orbite caractérisée par un demi-grand axe de 2,71 UA, une excentricité de 0,13 et une inclinaison de 11,2° par rapport à l'écliptique.

## Compléments